# 강릉 방동리 무궁화
강릉 방동리 무궁화(江陵 방동리 무궁화)은 대한민국 강원특별자치도 강릉시 사천면 방동리에 있는 무궁화이다. 2011년 1월 13일 대한민국의 천연기념물 제520호로 지정되었다.

## 개요
무궁화의 일반적인 수명이 40~50년임에도 수령이 100년이 넘고 나무의 둘레가 146cm로 현재 알려진 무궁화 중 가장 굵으며 꽃이 홍단심계로 순수 재래종의 원형을 보유하고 있다.
강릉 방동리 무궁화는 높이가 4.0m이고, 가슴높이 둘레는 서쪽가지 0.43m 중앙가지 0.58m 동쪽가지 0.48m이다. 수관폭은 동서 5.70m, 남북 5.90m, 근원둘레 1.46m, 지하고 1.6m, 수령은 110년으로 추정된다.

## 같이 보기
- 무궁화

## 참고 도서
- 문화재청, 《문화재이야기여행 천연기념물 100선 보관됨 2016-08-28 - 웨이백 머신》, pp94~99, 2016-03-31

## 참고 자료
- 강릉 방동리 무궁화 - 국가유산청 국가유산포털